# 世田谷区立深沢中学校
世田谷区立深沢中学校（せたがやくりつふかさわちゅうがっこう）は、東京都世田谷区新町にある区立中学校。

## 概要
世田谷区立深沢小学校の全域などを校区とする。所在地は、東京都世田谷区新町一丁目26番地29号。呑川緑道や国道246号に近い。

## 部活動
- 運動部
  - サッカー部
  - 野球部
  - 卓球部
  - 男子バスケットボール部
  - 女子バスケットボール部
  - 女子バレーボール部
  - 男子ソフトテニス部
  - 女子ソフトテニス部
- 文化部
  - ブラスバンド部
  - 美術部
  - 科学部
  - 茶道部
  - 技術部

## 著名な出身者
- 山東昭子（政治家、女優）
- ファイティング原田（元プロボクサー、世界フライ級・バンタム級の2階級制覇）
- 牛若丸原田（元プロボクサー、日本バンタム級王座）
- 井坂肇（元独立リーグ野球選手）
- 吉高由里子(女優)
- 相楽晴子（女優、元アイドル
- 橘慶太（歌手、ダンサー、w-inds.メンバー）